# Спинола, Джулио
Джулио Спинола (итал. Giulio Spinola; 13 мая 1612, Генуя, Генуэзская республика — 11 марта 1691, Рим, Папская область) — итальянский куриальный кардинал и папский дипломат. Титулярный архиепископ Лаодикеи Фригийской с 14 января 1658 по 7 марта 1667. Апостольский нунций в Неаполе с 4 октября 1658 по 10 июля 1665. Апостольский нунций в Австрии с 10 июля 1665 по 27 апреля 1667. Епископ Непи и Сутри, с персональным титулом архиепископа, со 2 июня 1670 по 8 ноября 1677. Епископ Лукки, с персональным титулом архиепископа, с 8 ноября 1677 по 25 ноября 1690. Кардинал in pectore с 15 февраля 1666 по 7 марта 1667. Кардинал-священник с 7 марта 1667, с титулом церкви Санти-Сильвестро-э-Мартино-ай-Монти с 18 июля 1667 по 13 ноября 1684. Кардинал-священник с титулом церкви Сан-Кризогоно с 13 ноября 1684 по 28 февраля 1689. Кардинал-священник с титулом церкви Санта-Мария-ин-Трастевере с 28 февраля по 29 октября 1689. Кардинал-священник с титулом церкви Санта-Прасседе с 28 февраля 1689 по 11 марта 1691.